# Aristarch (Jacurin)
Aristarch (světským jménem: Vladimir Petrovič Jacurin; * 16. října 1965, Zagorsk) je ruský duchovní Ruská pravoslavná církev a biskup vaninský a perejaslavský.

## Život
Narodil se 16. října 1965 v Zagorsku (dnes Sergijev Posad). Jeho rodiče později přijali mnišství.
Roku 1982 dokončil střední školu č. 14 v Noginsku. Poté studoval na Novogirejevském zdravotnickém učilišti č. 12. Zde získal diplom záchranáře a začal pracovat v záchranné službě v Moskvě. V letech 1985–1987 sloužil v řadách Sovětské armády.
Roku 1987 nastoupil na Moskevský duchovní seminář, který dokončil roku 1991. Dne 19. prosince 1991 byl v chrámu Svaté Trojice Trojicko-sergijevské lávry představeným monastýru archimandritou Feognostem (Guzikovem) postřižen na monacha se jménem Aristarch na počest svatého Aristarcha, apoštola ze 70.
Dne 21. června 1992 byl biskupem argentinským a jihoamerickým Markem (Petrovcijem) rukopoložen na hierodiakona a 12. září 1993 arcibiskupem solněčnogorským Sergijem (Fominem) na jeromonacha. Od září 1993 do prosince 1995 sloužil na moskevském podvorje Trojicko-sergijevské lávry.
Dne 15. ledna 1996 byl převeden do kléru chabarovské eparchie, kde byl 29. ledna ustanoven představeným katedrálního chrámu Narození Krista v Chabarovsku.
Dne 25. února 1996 byl biskupem chabarovským a priamurským Markem (Tužikovem) povýšen na igumena.
Dne 8. dubna 1996 byl ustanoven blagočinným 1. Chabarovského okruhu.
Od 14. února 2000 do 31. března 2003 byl představeným farnosti svatého Jakuba v Birobidžanu.
Dne 29. května 2003 byl ustanoven představeným chrámu svatého Jiřího Vítězného v Elbanu.
Dne 6. října 2011 byl Svatým synodem zvolen biskupem amurským a čegdomynským. Dne 30. října byl povýšen na archimandritu.
Dne 28. prosince 2011 byl rozhodnutím Svatého synodu zvolen biskupem nikolajevským a vikářem chabarovské eparchie. Dne 31. prosince byl v chrámu Krista Spasitele oficiálně jmenován biskupem a 25. ledna 2012 proběhla v chrámu svaté mučednice Tatiany při Lomonosovově univerzitě jeho biskupská chirotonie. Světiteli byli patriarcha moskevský Kirill, metropolita saranský a mordovský Varsonofij (Sudakov), metropolita chabarovský a priamurský Ignatij (Pologrudov), arcibiskup verejský Jevgenij (Rešetnikov) a biskup solněčnogorský Sergij (Čašin).
Dne 14. července 2018 byl Svatým synodem ustanoven biskupem vaninským a perejaslavským.